# Чемоданы Тульса Люпера: Антверпен
«Чемоданы Тульса Люпера: Антверпен» (англ. The Tulse Luper Suitcases: Antwerp) — полнометражный фильм Питера Гринуэя, второй фильм в серии «Чемоданы Тульса Люпера». Фильм рассказывает об одном из важнейших эпизодов жизни Тульса Люпера — выдуманного Гринуэем журналиста и писателя, провёдшего большую часть жизни в тюрьмах. Премьера состоялась 31 августа на Венецианском кинофестивале 2003 года в рамках внеконкурсной программы. Единственный сеанс, по словам Антона Долина, «увенчался аншлагом и пятиминутными овациями».
Первая половина фильма состоит из частично изменённых сцен, показанных в третьем эпизоде «Моавитской истории», вторая — описывает знакомство Люпера с его возлюбленной Сисси Колпитц и подводит действие вплотную к следующему эпизоду — в замке Во-ле-Виконт.

## Сюжет
Антверпен, Бельгия, 1938 год. Работая журналистом, Тульс Люпер собирает для Великобритании материалы об эскалации нацизма в Европе. Он снимает вместе со своим другом, литературным критиком Мартино Нокавелли, квартиру, в которой хранится огромное количество бумаг и ранних фильмов Люпера. 23 августа покупавшего газеты в привокзальном киоске Люпера арестовывают члены национал-социалистической партии и передают в руки Эрика ван Хойтена, лидера антверпенского отделения партии. Ван Хойтен заключает Люпера в ванную комнату отеля при Центральном железнодорожном вокзале, начальником которого он является. Ван Хойтен ищет способы скомпрометировать Люпера. Он поручает своей племяннице, машинистке Сисси Колпитц, перевести «английские каракули» Люпера в удобочитаемый вид.
Спустя какое-то время ван Хойтен задерживает за нарушение правил поведения бельгийца, похожего на Люпера. В это же время в Антверпен прибывает семья Хокмайстеров, уже вступившая в ряды нацистов. Люпер оказывается раздираем между интересами Хокмайстеров, ван Хойтена и его людей.
Ян Пальмерион, вокзальный дантист и помощник ван Хойтена, флиртует с Пэшн Хокмайстер. Позже он патрулирует улицы Антверпена вместе с Перси Хокмайстером. Перси обещает Пальмериону после дежурства познакомить его со своей женой. Придя в номер, он с раздражением обнаруживает, что Пэшн и Пальмерион уже знакомы. Ревнивый Перси заводится ещё больше, когда слышит от жены, что Люпер находится в этой же гостинице. Он находит Люпера в ванной комнате связанным и жестоко избивает его. Появляется ван Хойтен и ругает Перси за стены, испачканные кровью Люпера. Перси заводит драку с ван Хойтеном и теряет в ней зуб. Драку останавливает подоспевший Лефреник.
Пальмерион и ван Хойтен решают «убрать» агрессивного Перси. Под предлогом лечения выбитого зуба, Пальмерион усыпляет Перси, делает ему обрезание и выжигает на лбу звезду Давида, чтобы сымитировать убийство на антисемитской почве. Днём тело Перси находят на железнодорожных путях.
Тем временем, Мартино организует план побега Люпера, но в условленное время Люпера застигает Пэшн и под угрозой разоблачения принуждает его провести с ней ночь.
Люпер влюбляется в женский голос, зачитывающий время прибытия и отправления поездов с вокзала. Однажды вечером этот же голос вместо реального расписания зачитывает вымышленное, с настоящими и придуманными городами. Люпер решает узнать кому принадлежит голос. Надев костюм, сшитый из расписаний поездов, и прихватив ключ, тайно переданный ему Мартино, Люпер по служебным помещениям и вентиляционным ходам подбирается к диспетчерской. Туда же приходит ван Хойтен, разгневанный вопиющим нарушением вокзального порядка. Голос принадлежит Сисси Колпитц. Ван Хойтен орёт на неё, обвиняет в эскапизме и разбивает племяннице лицо в кровь. Когда ван Хойтен удаляется, Люпер проникает в диспетчерскую и знакомится с Сисси. Мы узнаём, что перепечатывая рукописи Люпера, она полюбила их автора. Мы видим их первый поцелуй, сопровождающийся музыкой из фильма А. Рене «В прошлом году в Мариенбаде».
Нацисты делают пропагандистские фотографии с Люпером, облачённым в их униформу. Попытки сбежать не увенчиваются успехом. Постепенно Люпер переходит в распоряжение Лефреника, чьё влияние возрастает. Лефреник заключает с тюремщиками Люпера сделку по перевозу Люпера во Францию. Задержанного ван Хойтеном двойника Люпера, всё это время удерживавшегося на вокзале, убивают, а газетам сообщают о самоубийстве английского журналиста. Приглашённые репортёры фотографируют мёртвое тело двойника, лежащее в ванной Люпера. Самого Люпера забирают из комнаты и ведут к перрону. По дороге Люпера узнают случайные пассажиры и подходят к нему с просьбой дать автограф. 11 мая 1940 года, в день бомбёжки Антверпена, во время всеобщей эвакуации, Люпера увозят поездом в Гент.
По пространству опустевшего вокзала разносится голос Сисси Колпитц, зачитывающей вымышленное расписание с конечной станцией Во-ле-Виконт.